# Bangalore
Bangalore (en canarès: ಬೆಂಗಳೂರು) o Bengaluru és la capital de l'estat de Karnataka, a l'Índia. És coneguda com la "ciutat jardí" per la quantitat d'arbres i flors que conté. Té una població de 4,5 milions d'habitants, cosa que la converteix en la quarta ciutat més gran del país (2004). El nom oficial en canarès és Bengalaru, que fou adoptat el 27 de setembre del 2006 per a entrar en vigor l'1 de novembre del 2006. Fou capital del districte de Bangalore i de la taluka de Bangalore i ara ho és del districte de Bangalore Urbà i el districte de Bangalore Rural.
Després de la independència de l'Índia (1947), Bangalore es convertí en una ciutat principalment dedicada a la indústria pesant. Actualment, ha esdevingut un important centre per a les tecnologies de la informació i la comunicació, on s'han instal·lat nombroses multinacionals aprofitant l'experiència i professionalitat dels informàtics i matemàtics autòctons en una estratègia que s'ha anomenat offshoring.

## Etimologia
El nom Bangalore és la versió anglificada de la paraula kannada Bengaluru, que ve de la paraula 'Bendakalooru', que significa "la ciutat de les faves cuites". El nom va sorgir durant el segle XIV pel rei Ballala de la dinastia Hoyasala després d'haver-li servit faves cuites per una dona d'avançada edat mentre el rei caçava a la rodalia de la ciutat. En català s'hauria de transcriure com a Bangalor o, millor encara, Bàngalor, ja que la "e" final del nom anglès no es pronuncia i no té sentit en català.
Era el nom d'un poble prop de Kodigehalli a la ciutat de Bangalore avui i va ser utilitzat per Kempegowda per batejar la ciutat com a Bangalore en el moment de la seva fundació. La referència més antiga al nom "Bengalūru" es va trobar en una inscripció de pedra de la dinastia Ganga Occidental del segle ix en un vīra gallu, un edicte de roca que exalta les virtuts d'un guerrer. Segons una inscripció trobada, "Bengalūrū" va ser el lloc d'una batalla l'any 890.
Una història apòcrifa diu que el rei Hoysala del segle xii, Veera Ballala II, mentre estava en una expedició de caça, es va perdre al bosc. Cansat i famolenc, es va trobar amb una pobra vella que li va servir fesols bullits. El rei agraït va anomenar el lloc "Benda-Kaal-uru" (literalment, "ciutat de fesols bullits"), que finalment es va convertir en "Bengalūru".
Suryanath Kamath va proposar una explicació d'un possible origen floral del nom com a derivat de benga, el terme kannada per a Pterocarpus marsupium (també conegut com l'arbre Kino indi), una espècie d'arbres caducifolis secs i humits que creix abundantment a la regió.
L'11 de desembre de 2005, el govern de Karnataka va acceptar una proposta del guanyador del premi Jnanpith UR Ananthamurthy per canviar el nom de Bangalore a Bengalūru. El 27 de setembre de 2006, el Bruhat Bengaluru Mahanagara Palike (BBMP) va aprovar una resolució per implementar el canvi de nom. El govern de Karnataka va acceptar la proposta i es va decidir implementar oficialment el canvi de nom a partir de l'1 de novembre de 2006.
El govern de la Unió va aprovar aquesta sol·licitud, juntament amb els canvis de nom per a 11 altres ciutats de Karnataka, l'octubre de 2014. Per tant, Bangalore va ser rebatejada a "Bengaluru" l'1 de novembre de 2014.

## Geografia

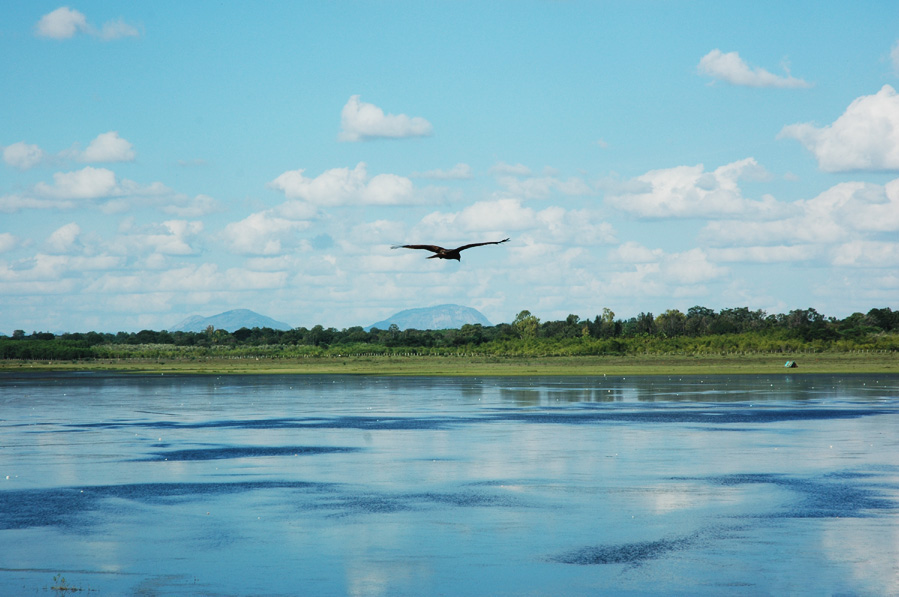
El llac Hesaraghatta a Bangalore

Bangalore es troba al sud-est de l'estat de Karnataka, al Sud de l'Índia. Es troba al cor de l’altiplà de Mysore (una regió de l'altiplà més gran del Cretaci dècan) a una altitud mitjana de 900 m.
Es troba a 12° 58′ 44″ N, 77° 35′ 30″ E / 12.97889°N,77.59167°E i cobreix 741 km². La majoria de la ciutat de Bangalore es troba al Districte de Bangalore Urbà de Karnataka i les zones rurals circumdants formen part del Districte de Bangalore Rural. El govern de Karnataka ha tallat el nou districte de Ramanagara de l'antic districte rural de Bangalore.
La topografia de Bangalore és generalment plana, tot i que les parts occidentals de la ciutat són muntanyoses. El punt més alt és Vidyaranyapura Doddabettahalli, 962 m sobre el nivell del mar, situat al nord-oest de la ciutat. No hi ha rius importants que travessen la ciutat, tot i que l'Arkavati i el South Pennar es creuen als Nandidrug, 60 km al nord.
El riu Vrishabhavathi, un afluent menor de l'Arkavathi, sorgeix dins de la ciutat a Basavanagudi i travessa la ciutat. Els rius Arkavathi i Vrishabhavathi porten junts bona part de les aigües residuals de Bangalore. Un sistema de clavegueram, construït el 1922, cobreix 215 km de la ciutat i connecta amb cinc depuradores situats a la perifèria de la ciutat.
Al segle xvi, Kempe Gowda I va construir molts llacs per satisfer les necessitats d'aigua de la ciutat. El Kempambudhi Kere, des de llavors envaït pel desenvolupament modern, va ser destacat entre aquests llacs. A la primera meitat del 20 segle, les obres d'aigua de Nandi Hills van ser encarregades per Sir Mirza Ismail (Diwan de Mysore, 1926–41 dC) per subministrar aigua a la ciutat. El riu Kaveri proporciona al voltant del 80% del subministrament d'aigua de la ciutat i el 20% restant s'obté dels embassaments de Thippagondanahalli i Hesaraghatta del riu Arkavathi. Bangalore rep 800.000.000 litres d'aigua al dia, més que qualsevol altra ciutat índia, però Bangalore s'enfronta a escassetat d'aigua ocasional, especialment durant l'estiu i en anys amb poca pluja. Un mostreig aleatori de l'Índex de Qualitat de l'Aire (AQI) de vint estacions dins de la ciutat va oscil·lar entre 76 a 314, que suggereix una contaminació atmosfèrica intensa a severa al voltant de zones de gran trànsit.
Bangalore té un grapat de llacs d'aigua dolça i dipòsits d'aigua, els més grans dels quals són el tanc Madivala, el llac Hebbal, el llac Ulsoor, el llac Yediyur i el tanc Sankey. Tanmateix, al voltant del 90% dels llacs de Bangalore estan contaminats; el govern de la ciutat va començar els esforços de recuperació i conservació el desembre de 2020.
Les aigües subterrànies es troben en capes llimes a sorrenques dels sediments al·luvials. El Complex Gneissic Peninsular (PGC) és la unitat de roca més dominant de la zona i inclou granits, gneis i migmatites, mentre que els sòls de Bangalore consisteixen en laterita vermella i sòls vermells i de terra franca fins a argilosos.
La vegetació de la ciutat és majoritàriament gran dosser arbori caducifoli i alguns cocoters. Molts arbres es talen amb freqüència per preparar el camí per al desenvolupament d'infraestructures. Tot i que Bangalore s'ha classificat com a part de la zona sísmica II (una zona estable), ha experimentat terratrèmols de magnitud de fins a 4,5 a l'Escala de Richter.

### Clima
Bangalore té un clima de sabana tropical (classificació climàtica de Köppen Aw) amb diferents estacions humides i seques.
A causa de la seva altitud, Bangalore sol gaudir d'un clima més moderat durant tot l'any, encara que les onades de calor ocasionals poden fer que l'estiu sigui una mica incòmode. El mes més fresc és gener amb una temperatura mitjana baixa de 15,1 °C i el mes més calorós és l'abril amb una mitjana màxima de 35 °C. La temperatura més alta mai registrada a Bangalore és de 39,2 °C, registrada el 24 d'abril de 2016, corresponent a El Niño d'aquell any. El més baix mai registrat és 7,8 °C el gener de 1884. Les temperatures d'hivern rarament baixen dels 14 °C i les temperatures d'estiu rarament superen els 36 °C. Bangalore rep pluges tant dels monsons del nord-est com del sud-oest, i els mesos més plujosos són setembre, seguits d'octubre i agost. La calor estival és moderada per tempestes força freqüents, que ocasionalment provoquen talls d'electricitat i inundacions locals. La major part de les pluges es produeixen al final de la tarda o al vespre i les pluges abans del migdia són poc freqüents. novembre de 2015 (290,4 mm) es va registrar com un dels mesos més plujosos a Bangalore, amb fortes pluges que van provocar greus inundacions en algunes zones i el tancament d'algunes organitzacions durant més d'un parell de dies. La pluja més intensa registrada en un període de 24 hores és de 179 mm enregistrat l'1 d'octubre de 1997. El 17 de maig de 2022, Bangalore va ser testimoni de fortes pluges de 254,1 mm, només 33 mm per sota del rècord establert el 1959, quan la ciutat va experimentar 287,1 mm en un sol dia.